# Voditelj
Televizijski ili radijski voditelj je zaposlenik javnog ili privatnog sredstva javnog priopćavanja koji predvodi odvijanje razgovornih i informativnih sadržaja, poput razgovornih emisija ili informativnog programa (vijesti, dnevnik). U tom je svojstvu voditelj i osoba koja predvodi odvijanje pojedine javne kulturne, športske, umjetničke (koncerta, izložbe), znanstvene ili ine priredbe najavljivanjem govornika ili izvođača odnosno predvođenjem razgovora (na tribinama, predavanjima).
U medijskoj i zabavnoj industriji nerijetko javne osobe (glumci, pjevači, komičari, modeli) preuzimaju voditeljske uloge, posebno u svečanostima. Ugled osobe odnosno njezina atraktivnost u društvu često je i prednost, ako ne i preduvjet zaposlenja.

## Vanjske poveznice
- Voditelj Hrvatski jezični portal